# Ferragudo
Ferragudo ist eine Kleinstadt und Gemeinde an der Algarve im Süden Portugals.

## Geografie
Zum offenen Meer hin und gegenüber der Stadt Portimão im Mündungsgebiet des Flusses Arade gelegen, drängen sich die Häuser des alten Fischerdorfes den Hügel hinauf.

## Geschichte
Funde belegen die Besiedlung in vorgeschichtlicher Zeit, später durch Phönizier, Kartagher und Römer. Nachdem es keine gesicherten Dokumente einer Besiedlung in maurischer Zeit gibt, stammen die ersten Aufzeichnungen über den heutigen Ort aus dem 14. Jahrhundert, in dem über sich neu ansiedelnde Fischer berichtet wird.
Zwischen 1502 und 1537 ließ der Bischof von Silves die Burg errichten. Im 18. Jahrhundert wurde der durch Fischerei und Landwirtschaft weiter gewachsene Ort aus der Gemeinde Estômbar herausgelöst und 1749 zu einer eigenen Gemeinde erklärt.
Am 30. Juni 1999 wurde der Ort zur Kleinstadt (Vila) erhoben.

## Verwaltung
Ferragudo ist Sitz einer gleichnamigen Gemeinde (Freguesia) im Kreis (Concelho) von Lagoa im Distrikt Faro. Auf einer Fläche von 5 km² leben hier 1973 Einwohner (Stand 19. April 2021).
Folgende Orte und Ortsteile gehören zur Gemeinde Ferragudo:
| - Aldeia Luís Francisco - Barranco Fundo - Boa Nova - Corgos - Ferragudo - Parque Campismo de Ferragudo - Pintadinho - Ponta do Farol | - Praia Angrinha - Praia dos Caneiros - Praia Grande - Seixosas - Sítio da Passagem - Sítio das Escolas - Vale da Azinhaga |

## Wirtschaft
Ferragudo war traditionell ein Fischerdorf. Anfang des 20. Jahrhunderts erlebte der Ort einen Aufschwung durch angesiedelte Fischkonserven-Fabriken. Diese wurden im Verlauf der Jahre durch fehlende Weiterentwicklung immer unrentabler und schlossen zunehmend. Seit den 1970er Jahren setzte dann durch den aufkommenden Massentourismus ein erneuter Aufschwung ein. Der Ort lebt inzwischen überwiegend vom Fremdenverkehr und der Erwerbstätigkeit vieler seiner Bewohner im nahen Portimão.

## Verkehr

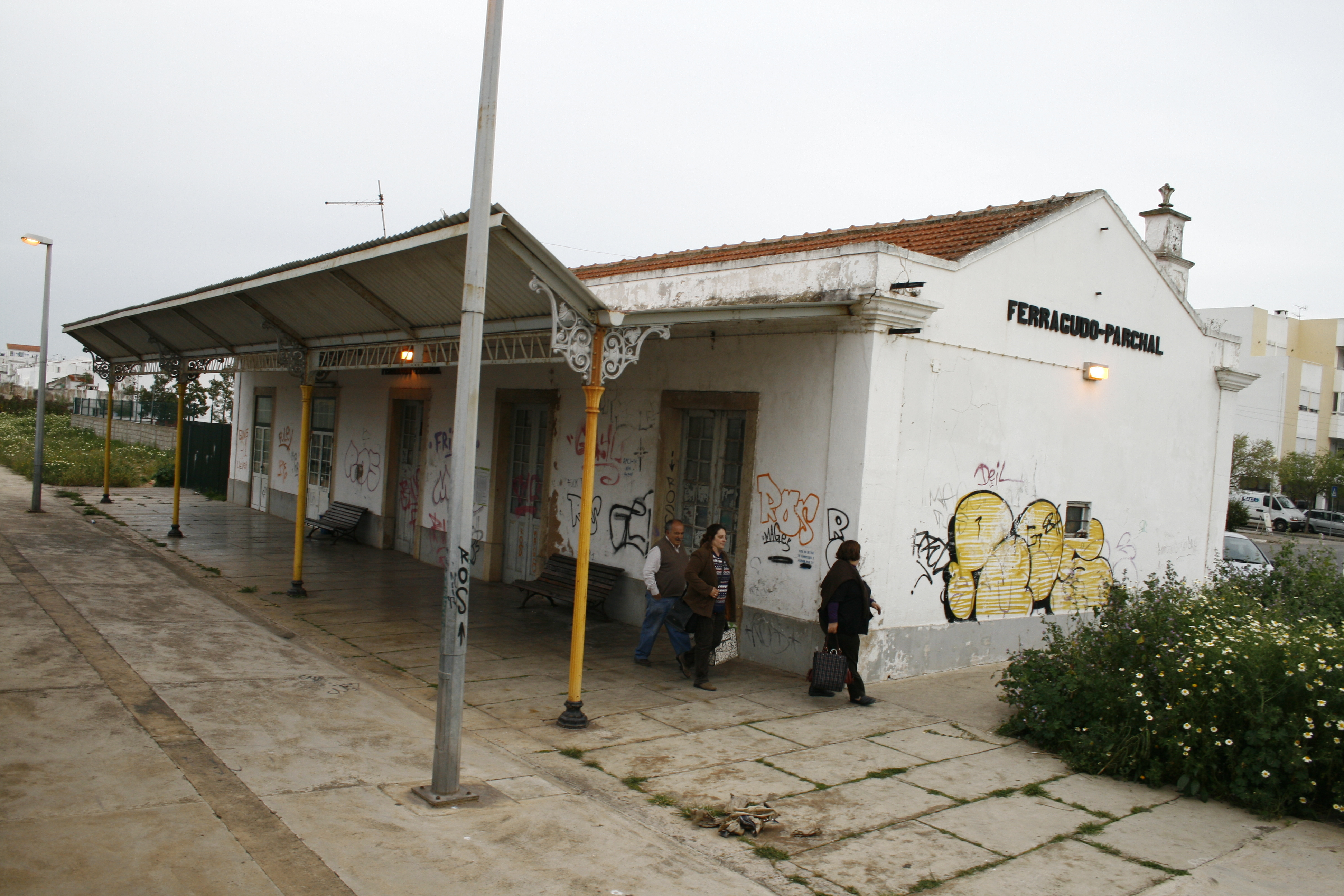
Der Bahnhof von Ferragudo

### Fernverkehr
Ferragudo ist ein Haltepunkt der Eisenbahnstrecke Linha do Algarve von Lagos nach Vila Real de Santo António.
Die 8 km entfernte Kreisstadt Lagoa ist der nächste Haltepunkt im landesweiten Busnetz der Rede Expressos.
Über Lagoa und dessen Anschluss an die A22 ist der Ort an das Autobahnnetz angebunden.

### Nahverkehr
Der Öffentliche Personennahverkehr in der Gemeinde wird durch lokale und regionale Buslinien des privaten Busbetreibers Eva Transportes betrieben. Insbesondere über dessen Linie 111 (Sommer) bzw. 112 (Winter) ist Ferragudo mit Portimão und einigen Stränden verbunden.

## Söhne und Töchter der Stadt
- Félix Mourinho (1938–2017), Fußballtorwart und -trainer, Vater des bekannten Trainers José Mourinho